# Bruno (ur. 1984)
Bruno Fernandes das Dores de Souza (ur. 23 grudnia 1984 w Ribeirão das Neves) – brazylijski piłkarz występujący na pozycji bramkarza.

## Kariera klubowa
Wychowanek klubów Tombense i Atlético Mineiro. Karierę piłkarską rozpoczął w 2002 w drużynie Atlético Mineiro w rozgrywkach mistrzostw stanu, a w 2005 debiutował w mistrzostwach Brazylii. W trakcie swojej kariery grał w takich klubach, jak Corinthians Paulista oraz CR Flamengo.

## Morderstwo, aresztowanie i więzienie
W czerwcu 2010 roku, Bruno został oskarżony o zamordowanie Elizy Samudio, która cztery miesiące wcześniej urodziła ich syna. 8 lipca 2010 Flamengo zawiesił kontrakt z Bruno na czas dochodzenia.
8 marca 2013 roku został skazany na 22 lata więzienia za zlecenie zamordowania swojej byłej partnerki.
Podczas dochodzenia ustalono, że bezpośrednimi wykonawcami zabójstwa były przyjaciel piłkarza Luiz Henrique Ferreira Romao i były policjant Marcos Aparecido dos Santos. Przyczyną zabójstwa był wymóg Elizy płacenia przez piłkarza na utrzymanie ich syna. W przypadku odmowy groziła, że zawiadomi o ich związku żonę piłkarza. Mordercy zwabili Elizę do pokoju hotelowego, zabili ją na oczach syna, następnie została poćwiartowana, a jej szczątkami nakarmiono rottweilery.
W lutym 2017 roku Bruno Fernandes został zwolniony na mocy amnestii.

## Sukcesy i odznaczenia

### Sukcesy piłkarskie
Flamengo
- zdobywca Taça Guanabara: 2007, 2008
- zdobywca Taça Rio: 2009
- mistrz stanu Rio de Janeiro: 2007, 2008, 2009
- mistrz Brazylii: 2009